# Sikem
Sikem eller Shekem (hebreiska: שְׁכָם, Shkhem) var en kanaaneisk stad omnämnd i Amarnabreven. Den nämns i den hebreiska Bibeln som en plats i Kanaan som besöktes av patriarken Abraham samt som en israelitisk stad som stammen Manasses område och den första huvudstaden i Israels rike. Traditionellt har staden associerats med den nutida staden Nablus, men den är numera identifierad med den närliggande platsen Tell Balata i Balata al-Balad på Västbanken.
Staden grundades år 2100 f.Kr., enligt omnämnde i Eblatavlorna, blev ödelagd av assyrierna 722 f.Kr., men återuppbyggdes under hellenistisk tid. Den förstördes slutligen 107 f.Kr. Vid arkeologiska utgrävningar har mängder av ruiner från olika tidsperioder kommit i dagen.

## Frikyrka i Malmö
Mellan 1929-1989 fanns i Kvarnby, som är ett delområde i stadsdelen Husie i utkanten av Malmö, en baptist-församling tillhörande dåvarande Örebromissionen, med namnet Sikem. På 1940-talet fanns i kyrkan Sveriges första kvinnliga blåsorkester.